# Поташник облиственный
Пота́шник обли́ственный (лат. Kalídium foliátum) — вид двудольных растений рода Поташник (Kalidium) семейства Амарантовые (Amaranthaceae). Впервые описан немецко-российским ботаником Петером Симоном Палласом под таксономическим названием Salicornia foliata Pall.basionym; перенесён Альфредом Мокеном-Тандоном в состав рода Kalidium в 1849 году.

## Распространение и среда обитания
Известен из юго-восточной Европы, центральной и юго-западной Азии, Китая, Монголии и России (южная Сибирь).
Растёт по берегам солёных озёр, на щелочных почвах.

## Ботаническое описание
Растение высотой 20—25 см с разветвлённым прямостоячим или стелющимся стеблем.
Листья округлые, тупоконечные, серо-зелёного цвета.
Соцветие с тремя цветками.
Плод с шаровидным семенем.
Цветёт и плодоносит в июле и августе.
Число хромосом — 2n=18.

## Синонимы
Синонимичные названия:
- Halocnemum foliatum (Pall.) Spreng.
- Kalidium foliatum var. longifolium Fenzl
- Salicornia foliata Pall.basionym